# CARRION
『CARRION』は、Phobia Studioが開発し、Devolver Digitalから2020年7月23日に発売されたコンピュータゲーム。日本語版のローカライズは架け橋ゲームズが担当している。
本作は、赤黒いアメーバのような姿をした怪物の脱走劇を描いたアクションアドベンチャーゲームであり、操作キャラクターがモンスター映画における怪物役であることから、逆ホラー（Reverse Horror）・アクションゲームと呼ばれることもある。
本作はドット絵で描かれているものの、人間の首が飛んだり、引き裂いた人間の身体から血が噴き出すといった猟奇的な表現が多用されている。

## システム
プレイヤーは怪物を操作してステージを探索し、ステージ内の人間を捕食したり、仕掛けを利用して危機を乗り越えながら、ゴールを目指す。プレイヤーは移動、触手を伸ばす方向の選択・スキル発動の3種類の行動を駆使してゲームを進めていく。
主人公である怪物はステージ内の人間を襲って三段階の形態にパワーアップする一方、ダメージを受けると小さくなる。
怪物は研究成果を奪ってスキルを発動させたり、ステージ内の人間や装置を操り、他の人間を襲わせることもできる。ただし、スキルの中には下位の形態でしか使えないものもあり、ステージ内には身体の一部を切り離してレベルダウンさせるための培養液の入った槽がある。加えて、ステージが進むごとに、人間側の抵抗も強くなる。
本作にはマップ機能が存在しないものの、怪物が叫ぶことでバイオマス（セーブポイント）が共鳴し、おおよその方角がわかるようになっている。

## 反響
Devolver Digitalと販売契約を結ぶ前の段階から、本作の開発元であるPhobia StudioがTwitter上で開発中のGIF画像等を公開していたこともあって、一部のコミュニティの間では話題となっていた。
AUTOMATONのAki Nogishi は、Phobia Game StudioとDevolver Digital、そしてローカライズを手掛けた架け橋ゲームズがグロテスクなアクションゲームの実績を持っていたことについて言及し、特にPhobia Game Studioが過去に手掛けた『BUTCHER』がゲームとしての評価が高かったことから、本作も発売前から注目を集めていたのだろうと推測している。
本作は、発売1週間ほどで20万本ほどを売り上げたほか、数十万人がマイクロソフトのサブスクリプションサービス「Xbox Game Pass」を通じてプレイした。

## 評価

### 発売前の評価
IGNの今井晋は、E3で公開されたバージョンについて、操作感はポイント・アンド・クリックのようだとしつつも、メトロイドヴァニアのようだとも述べている。
また、今井は、同バージョンについて、主人公のおどろおどろしさや、人間がパニックに陥るさまが美麗なグラフィックで描かれている点や、環境音を中心とした重々しいサウンドが暗い雰囲気を盛り上げると評価した一方、ボス戦の盛り上がりやステージの多様性が今後の課題となるだろうとも述べている。
ファミ通のミル☆吉村も、同バージョンにおける主人公のモーションの完成度の高さを評価し、サウンド面についても評価した。
PlayStationLifestyleのJoseph Yadenは本作をメトロイドヴァニアと『塊魂』の融合だと述べている。

### 発売後の評価
本作は批評家たちの間で意見が分かれ、高評価を付けるメディアもあれば、低く評価するメディアもあった。
GamingTrendのオースティン・ファーンは100点満点中40点を付けた理由として、ストーリー性のなさや単調な戦闘やホラー要素の欠乏などを挙げている。
ファミ通のミル☆吉村は製品版について、メトロイドヴァニアに近いとしつつも、仕掛けと能力が結びついたパズル要素が多いとしている。また、ミル☆吉村は暴力表現の豪快さを評価すると同時に、各エリアのち密なマップ構成についても評価している。
4Gamer.netのgingerは、本作について、「体が大きくなるほど，思うように動かすのが難しくなる不定形のモンスターとなり，触手で人々に襲い掛かるプレイ感覚は新鮮で爽快感も抜群。」と評価し、BGMのおどろおどろしさも雰囲気を盛り上げていると述べている。
フリーライターのYuki KurosawaはAUTOMATONに寄せた記事の中で、グロテスクな見た目からハードコアな内容を予想していたが、いざ遊んでみると自分の叫び声でセーブポイントを特定できたりするなど、遊びやすい作りになっていたと評価する一方で、マップ機能がない点を指摘している。
Kurosawaはリアルサウンドにも本作のレビューを寄せており、その中においてもマップがない点を指摘しつつも、秀逸なステージ設計により、周囲の扉などを目印にして道を進んでいけば必ず全体図をつかめるとしている。
IGN JAPANの千葉芳樹はほどよいゲームバランスや、巧みな雰囲気づくりを評価した。千葉は主人公の圧倒的な移動速度がメトロイドヴァニアというジャンルとかみ合わず、移動の面白さや能力の応用性に欠けているとしつつも、サイズごとに使える能力が変化するというシステムによってカバーされているとしているが、いちいち培養液まで移動して小さくなるのは手間だったとも話している。また、Kurosawa同様、千葉もマップ機能の欠如を指摘している。